# Florești (Cluj)
Florești (Hongaars: Szászfenes) is een gemeente in Cluj. Florești ligt in de regio Transsylvanië, in het westen van Roemenië. De gemeente bestaat uit drie dorpen, naast de hoofdkern zijn dit Luna de Sus (Szászlóna) en Tăuţi (Kolozstótfalu).
Volgens de volkstelling van 2002 maakten de Roemenen 60% van de bevolking uit, gevolgd door de Hongaren met 27% en de Roma met 12%.
Sinds 2002 is de bevolking sterk gegroeid door de bouw van vele woningen. In 2011 had de gemeente daardoor al ruim 21.000 inwoners. De groei is met name te danken aan de ligging nabij de grote stad Cluj-Napoca. Het aandeel Hongaren is met de recente bevolkingsgroei gedaald tot 15 procent.

## Geschiedenis
In 1297 wordt het dorp voor het eerst in de geschriften vermeld onder de naam Zaazfenes. In 1312 wordt er een burcht bij het dorp gebouwd die waarschijnlijk in 1437 bij een opstand van landarbeiders weer verdwijnt. In 1660 vindt er bij Szászfenes een slag plaats tussen het leger van de vorst van Transsylvanië en de Turken. 
De bevolking van de gemeente bestaat in ieder geval vanaf de 18e eeuw voor ongeveer de helft uit Roemenen en de andere helft Hongaren. In 1918 gaat het dorp met de rest van Transsylvanië over van Hongarije naar Roemenië. Het dorp wordt dan omgedoopt in Feneșu Săsesc en vanaf 1924 krijgt het haar huidige Roemeense naam Florești. Tussen 1940 en 1944 behoort het dorp weer even tot Hongarije en verandert de naam terug naar Szászfenes. 

## Bevolking
| Jaar | Totaal | Roemenen | Hongaren | Roma  |
| ---- | ------ | -------- | -------- | ----- |
| 1850 | 3,009  | 1,549    | 1,197    | 227   |
| 1880 | 3,655  | 1,761    | 1,546    | n/a   |
| 1890 | 4,058  | 2,032    | 1,755    | n/a   |
| 1900 | 4,435  | 2,260    | 1,995    | n/a   |
| 1910 | 4,702  | 2,420    | 2,044    | n/a   |
| 1920 | 4,956  | 2,567    | 2,251    | n/a   |
| 1930 | 5,280  | 2,706    | 2,194    | 327   |
| 1941 | 6,086  | 2,612    | 3,364    | 95    |
| 1956 | 5,586  | 3,060    | 2,231    | 289   |
| 1966 | 6,012  | 3,248    | 2,399    | 369   |
| 1977 | 6,865  | 3,668    | 2,385    | 809   |
| 1992 | 6,088  | 3,439    | 2,020    | 626   |
| 2002 | 7,470  | 4,516    | 2,057    | 888   |
| 2011 | 21,832 | 17,209   | 3,299    | 1,121 |

### Hongaarse gemeenschap
Sinds 2011 is er in het dorp weer Hongaarstalig basisonderwijs. Voorheen gingen de kinderen naar het nabijgelegen Luna de Sus (Magyarlóna).
Magyarlona heeft een Hongaarse meerderheid, van de 2310 inwoners zijn er 1351 Hongaren.

## Afbeeldingen

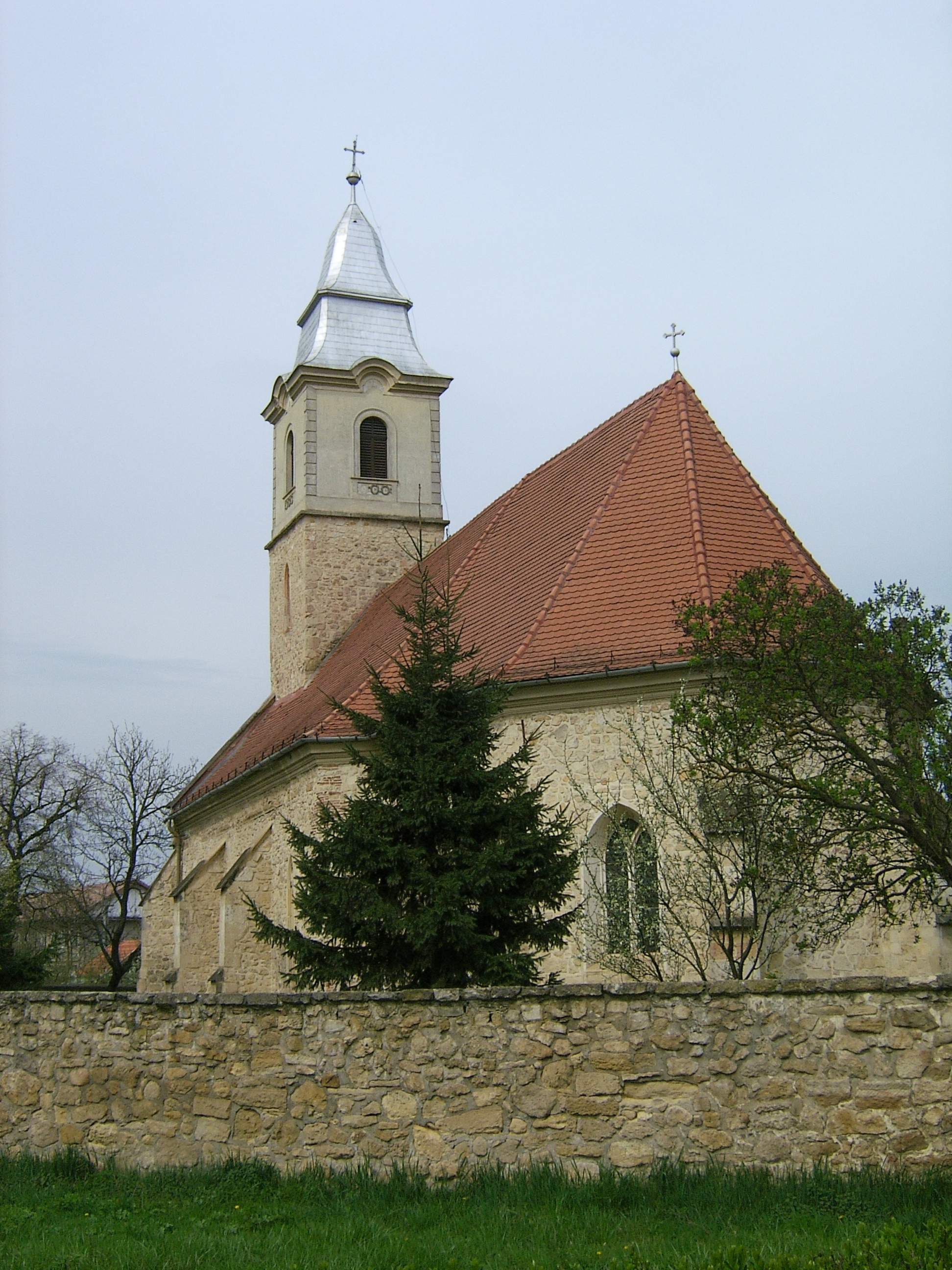
De Rooms Katholieke kerk

Steden met gemeentestatus: Cluj-Napoca · Turda · Câmpia Turzii · Dej · Gherla

Stad zonder gemeentestatus: Huedin

Gemeenten: Aghireșu · Aiton · Aluniș · Apahida · Așchileu Mare · Baciu · Băișoara · Beliș · Bobâlna · Bonțida · Borșa · Buza · Căianu · Călățele · Cămărașu · Căpușu Mare · Cășeiu · Cătina · Câțcău · Ceanu Mare · Chinteni · Chiuiești · Ciucea · Ciurila · Cojocna · Cornești · Cuzdrioara · Dăbâca · Feleacu · Fizeșu Gherlii · Florești · Frata · Gârbău · Geaca · Gilău · Iara · Iclod · Izvoru Crișului · Jichișu de Jos · Jucu · Luna · Măguri-Răcătău · Mănăstireni · Mărgău · Mărișel · Mica · Mihai Viteazu · Mintiu Gherlii · Mociu · Moldovenești · Negreni · Pălatca · Panticeu · Petreștii de Jos · Ploscoș · Poieni · Râșca · Recea-Cristur · Săcuieu · Săndulești · Săvădisla · Sânncraiu · Sânmartin · Sânpaul · Someșeni · Sic · Suatu · Tritenii de Jos · Tureni · Țaga · Unguraș · Vad · Valea Ierii · Viișoara · Vultureni